# هانده أرتشل
هانده أرتشل (بالتركية: Hande Erçel) (من مواليد 24 نوفمبر 1993) هي ممثلة وعارضة أزياء تركية.

## حياة الشخصية والمهنية
درست هانده في جامعة معمار سنان للفنون الجميلة تخصص الفنون التركية التقليدية. في عام 2012 شاركت في مسابقة جمال أقيمت في أذربيجان وحازت على المركز الثاني.

### بدايتها
هانده هي ممثلة معروفة بأدوارها التلفزيونية البارزة. لعبت دور "سيلين يلماز ميرتوغلو" في المسلسل التلفزيوني بنات الشمس الذي تم بثه على قناة كانال دي بين عامي 2015 و2016. ولاحقاً أدت دور "حياة أوزون" في المسلسل التلفزيوني الحب لا يفهم من الكلام الذي عرض على قناة شو تي في بين عامي 2016 و2017 عن أدائها في هذا المسلسل، حصلت على جائزة الفراشة الذهبية لأفضل ممثلة كوميدية.
وأيضا معروفة بأدوارها التلفزيونية لعبت بدور هازال في المسلسل التركي اللؤلؤة السوداء و أيضاً دور (موجدة) في مسلسل حلقة.

### الشهرة
في عام 2016 كانت هاندا واحدة من الممثلات الأكثر جمالاً وشهرة في تركيا، وكانت من بين الأكثر متابعة على إنستغرام في البلاد. في مارس 2017 أصبحت سفيرة لعلامة ديفاكتو التجارية بالتعاون مع الممثل أراس بولوت إينيملي.

### حياة الشخصية
هانده هي ابنة كايا إرتشيل وآيلين إرتشيل، وأخت الممثلة غامزي إرتشيل. في 10 يناير 2019 توفيت والدتها في المستشفى الذي كانت تتلقى فيه العلاج.

## أعمالها
- المدرسة المجنونة بدور (مريم)
- طائر النمنمة بدور (زاهدة)
- شجرة الحياة بدور (سَلَن كاراهانلي)
- بنات الشمس بدور (سَلين يلماز) - (2015-2016)
- الحب لا يفهم من الكلام بدور (حياة أوزون) - (2016-2017)
- اللؤلؤة السوداء بدور (هازال سانجاك/توبراك) - (2017-2018)
- حلقة بدور (مُجده آكاي) - (2019)
- عزيزة بدور (عزيزة) - (2019)
- أنت اطرق بابي بدور (أيدا يلديز، يلدرم) - (2021-2020)
- بامباشكا بيري كـ ليلى جيديز - (2023)

## روابط خارجية
- هاندا ارتشيل على موقع IMDb (الإنجليزية)
- هاندا ارتشيل على موقع روتن توميتوز (الإنجليزية)
- هاندا ارتشيل على موقع قاعدة بيانات الأفلام العربية
- هاندا ارتشيل على موقع أول موفي (الإنجليزية)
- هاندا ارتشيل على موقع قاعدة بيانات الفيلم (الإنجليزية)
- هاندا ارتشيل على موقع كينوبويسك (الروسية)